# 滨海白绒草
滨海白绒草（学名：Leucas chinensis）为唇形科绣球防风属下的一个种。